# 太妃
太妃，是王太妃、皇太妃、太尊太妃甚至是太皇太妃的簡稱或總稱，是尊封給君主生母、前任君主配偶或已故王爵正室的位號。太者，大也，因此太妃雖只在妃的範疇，但地位卻大，然而只居妃位，因此位於太后之下。此外，除了有太妃外，還有皇貴太妃、貴太妃及太嬪 。

## 皇太妃
中國和日本尊封皇帝或天皇生母、養母或庶母及先帝妃嬪的位號。歷史上第一位皇太妃是東晉晉哀帝、晉廢帝的生母周貴人，周貴人在哀帝即位後，本應以帝母的身分尊為太后，卻因東晉家法不容許妃嬪母以子貴登位太后，因此周貴人只尊皇太妃。

## 王太妃
兩漢以前，王的母親被稱為王太后，或稱王國太后。晉宋以後則改稱王太妃，或稱王國太妃，如唐朝唐太宗貴妃楊氏，其子李福被封為趙王，楊氏因而在唐太宗崩後被尊為趙國太妃。

## 太皇太妃
太皇太妃，是比皇太妃再晉一級的階級，近似於太皇太后，但因屬於妃的範疇，因此仍位在太皇太后之下。
漢字文化圈內只有一人曾被尊為太皇太妃，是中國遼朝遼道宗的繼后蕭坦思。蕭坦思其母曾得罪天祚帝，蕭坦思因而受牽連，被降為惠妃、又廢為庶人，之後又被天祚帝召還回宮，封為太皇太妃。另有金朝萧崇妃被称为太皇太妃的记录。
清朝康熙貴妃佟佳氏，於雍正一朝以雍正帝養母孝懿皇后之妹的名義進尊為皇考皇貴妃，於乾隆一朝更以曾於和妃瓜爾佳氏共同扶養乾隆帝為由尊為壽祺皇貴太妃。乾隆八年春四月初一，佟佳氏逝世。於《清高宗實錄》中所記載，乾隆諭旨中稱庶祖母佟佳氏為太皇太妃，看得出佟佳氏地位等同太皇太妃，但的確無實質冊封為「太皇太妃」。

## 太宗太妃
越南鄭阮紛爭時期，鄭主和阮主雖然名義上臣服於後黎朝皇帝，但實質上兩者均為獨立的王國，各自稱王。鄭主和阮主的制度是以王任數為基準尊封王妃，因此為前任王王妃稱太妃，前前任國王王妃稱太宗太妃。